# Ahmed Gomaa
Ahmed Gomaa (arabisch أحمد جمعة, DMG Aḥmad Ǧumʿa; * 19. Mai 1988 in Kafr asch-Schaich) ist ein ägyptischer Fußballspieler.

## Karriere

### Klub
Seine Karriere begann beim Ghazl El Mahalla SC in der Saison 2008/09. Bereits zur nächsten Saison wechselte er weiter zum Zweitligisten El Raja Marsa Matruh. Von dort ging es innerhalb der Liga dann Anfang September 2011 weiter zum El Mansoura SC. Zur Saison 2014/15 wechselte er dann eine Klasse höher und spielte nun beim al-Masry SC, nach einem halben Jahr erfolgte aber bereits eine Leihe zum El Shorta SC, für den Rest der Spielzeit. Danach spielte er einige Jahre für den Klub in der obersten Liga des Landes. Eine weitere Leihe folgte dann noch zum Jahresstart 2019, wo er für einen kurzen Zeitraum nach Saudi-Arabien zum Ohod Club verliehen wurde.

### Nationalmannschaft
Sein Debüt für die ägyptische Nationalmannschaft bestritt er erst am 5. Juni 2017 im Alter von 29 Jahren bei einem 1:0-Freundschaftsspielsieg über die Auswahl von Libyen. Hier stand er in der Startelf und wurde schließlich in der 81. Minute für Arafa El-Sayed ausgewechselt. Danach folgte noch ein Einsatz in einem Qualifikationsspiel für die Nationenmeisterschaft 2018, sowie zwei Freundschaftsspiele in 2018 und 2019 als auch ein Einsatz in der Qualifikation für den Afrika-Cup 2021 am 14. November 2019. Seitdem erhielt er keine weiteren Einsätze mehr.